# Dor de casă
Dorul de casă este un sentiment care exprimă o dorință puternică de a revedea locurile natale, casa proprie sau cea părintească. Această stare sufletească este descrisă în literatură sau este cântată în șlagăre.
Pentru prima oară termenul este folosit în Elveția prin secolul XVII în literatura medicală. Ulterior prin secolul XIX este preluat și de literatura romantică. Acest sentiment apare la persoanele sau grupurilor de persoane care se află departe de locurile natale, putând declanșa la ele crize psihice. 